# A5 (Letland)
De A5 is een hoofdweg in Letland die de zuidwestelijke rondweg van Riga vormt.  De E22 loopt over de hele weg mee, de E67 en de E77 slechts over een deel.
De A5 begint bij een afrit van de A6. Meteen daarna steekt de weg de Westelijke Dvina, de grootste rivier van Letland over. Er zijn aan de zuidkant van die rivier een rotonde met de A7 richting Panevėžys, een klaverbladknooppunt met de A8 richting Jelgava en een afrit naar de  A9 richting Liepāja. De A5 eindigt bij een klaverblad met de A10 richting Ventspils. Samen met de A4 vormt de A5 de rondweg van Riga. De A5 is 40,9 kilometer lang.
A1 · A2 · A3 · A4 · A5 · A6 · A7 · A8 · A9 · A10 · A11 · A12 · A13 · A14 · A15